# (5317) Verolacqua
(5317) Verolacqua (1983 CE) – planetoida z pasa głównego asteroid okrążająca Słońce w ciągu 4,31 lat w średniej odległości 2,65 au Odkryta 11 lutego 1983 roku.